# Hansjörg Lingg
Hansjörg Lingg (Coira, 1º novembre 1971) è un ex calciatore liechtensteinese, di ruolo difensore.

## Carriera

### Nazionale
Ha collezionato 8 presenze con la propria Nazionale.